# Леннстрём, Йозефин
Йозефин Леннстрём (швед. Josephin Lennström; 23 августа 1992, Стокгольм, Швеция) — шведская хоккеистка, игравшая на позиции вратаря. Выступала за клуб АИК. В сезоне 2018/19 была включена в заявку «Юргордена» на один матч чемпионата Швеции. Сыграла два матча за национальную сборную Швеции. Бронзовый призёр юниорского чемпионата мира 2009. Чемпионка Швеции (2009). В 2008 году выигрывала Кубок европейских чемпионов. Завершила игровую карьеру в 2010 году.

## Биография
Йозефин Леннстрём родилась в Стокгольме. Она начала играть в хоккей с шайбой в клубе АИК. С сезона 2005/06 Леннстрём стали привлекать к матчам женской команды. Спустя два года она дебютировала в Рикссериен — главной женской лиге Швеции. Основным вратарём АИКа была Валентина Лизана, которая проводила большинство игр. Йозефин сыграла два матча и помогла выиграть Кубок европейских чемпионов. В чемпионате Швеции АИК играл в финале, где проиграл «Сегельторпу» со счётом 2:5.
В сезоне 2008/09 Леннстрём провела наибольшее количество в регулярных чемпионатах — 8. Она регулярно вызывалась в юниорскую сборную Швеции. На январский чемпионат мира до 18 лет Йозефин приехала в статусе основного вратаря. В полуфинальном матче против сборную Канады она не пропускала вплоть до 27-й минуты, после чего североамериканки сумели сначала сравнять, а затем довести игру до победы. В матче за 3-е место шведки выиграли сборную Чехии со счётом 9:1 и выиграли бронзовые медали. После мирового первенства Йозефин продолжила играть в Рикссериен. АИК дошёл до финала, где взял реванш у «Сегельторпа» — 5:0. В сезоне 2009/10 Леннстрём дебютировала за национальную сборную Швеции, сыграв в двух контрольных матчах. По окончании сезона, в 2010 году, Йозефин прекратила игровую карьеру. В сезоне 2018/19 она была в заявке матча клуба «Юргордена» в Шведской женской хоккейной лиге (SDHL).

## Статистика

### Международная
По данным: Eurohockey.com и Eliteprospects.com

## Достижения
Командные
| Год  | Команда         | Достижение                                  | Достижение |
| ---- | --------------- | ------------------------------------------- | ---------- |
| 2008 | АИК             | Победительница Кубка европейских чемпионов  |            |
| 2008 | АИК             | Серебряный призёр чемпионата Швеции         |            |
| 2009 | Швеция (юниор.) | Бронзовый призёр юниорского чемпионата мира |            |
| 2009 | АИК             | Чемпионка Швеции                            |            |

- По данным Eliteprospects.com.